# Modlitwa o pogodę ducha
Modlitwa o pogodę ducha (ang. Serenity Prayer) – modlitwa, której autorem jest amerykański teolog Reinhold Niebuhr. Powszechnie używana przez grupy Anonimowych Alkoholików i inne grupy samopomocowe dla osób uzależnionych, korzystające z Programu dwunastu kroków. Została opublikowana na początku lat 30. XX wieku.

## Treść
Boże, użycz mi pogody ducha,
abym godził się z tym, czego nie mogę zmienić,
odwagi, abym zmieniał to, co mogę zmienić,
i mądrości, abym odróżniał jedno od drugiego.
W tej formie odmawiana jest na spotkaniach dla osób uzależnionych.
Bardziej rozbudowana wersja, licząca 17 wersów, znana jest od 1951 roku.

## Modlitwa o pogodę ducha w kulturze
- Modlitwę o pogodę ducha przytacza w zmodyfikowanej formie Stephen King w powieści Miasteczko Salem.
- Modlitwa pojawia się w piosence Feel so different’ śpiewanej przez Sinéad O’Connor.
- Modlitwa ta pojawia się również w utworze "Feel Again" Armina van Buuren'a (wyłącznie w 7-dmio minutowej wersji albumowej)
- Modlitwę tę przytacza również Kurt Vonnegut w powieści Rzeźnia numer pięć z 1969 roku.
- Modlitwy używa główny bohater grany przez Kevina Costnera w filmie Mr. Brooks z 2007 roku.
- Piosenkarz Macklemore cytuje tę modlitwę pod koniec niektórych swoich piosenek, np. „Corner Store”, „Drug Dealer”
- Używa jej również Peter Doppler w odcinku pt. „Geheimnisse” serialu Dark.